# Stade municipal de Castillo del Romeral
Le Stade municipal de Castillo del Romeral (en espagnol : Estadio Municipal de Castillo del Romeral), est un stade de football espagnol situé à Castillo del Romeral, localité de la commune de San Bartolomé de Tirajana, sur l'île de Grande Canarie dans les Îles Canaries.
Le stade, doté de 1 000 places et inauguré en 2001, sert d'enceinte à domicile à l'équipe de football du Castillo Club de Fútbol.